# Halmad ål

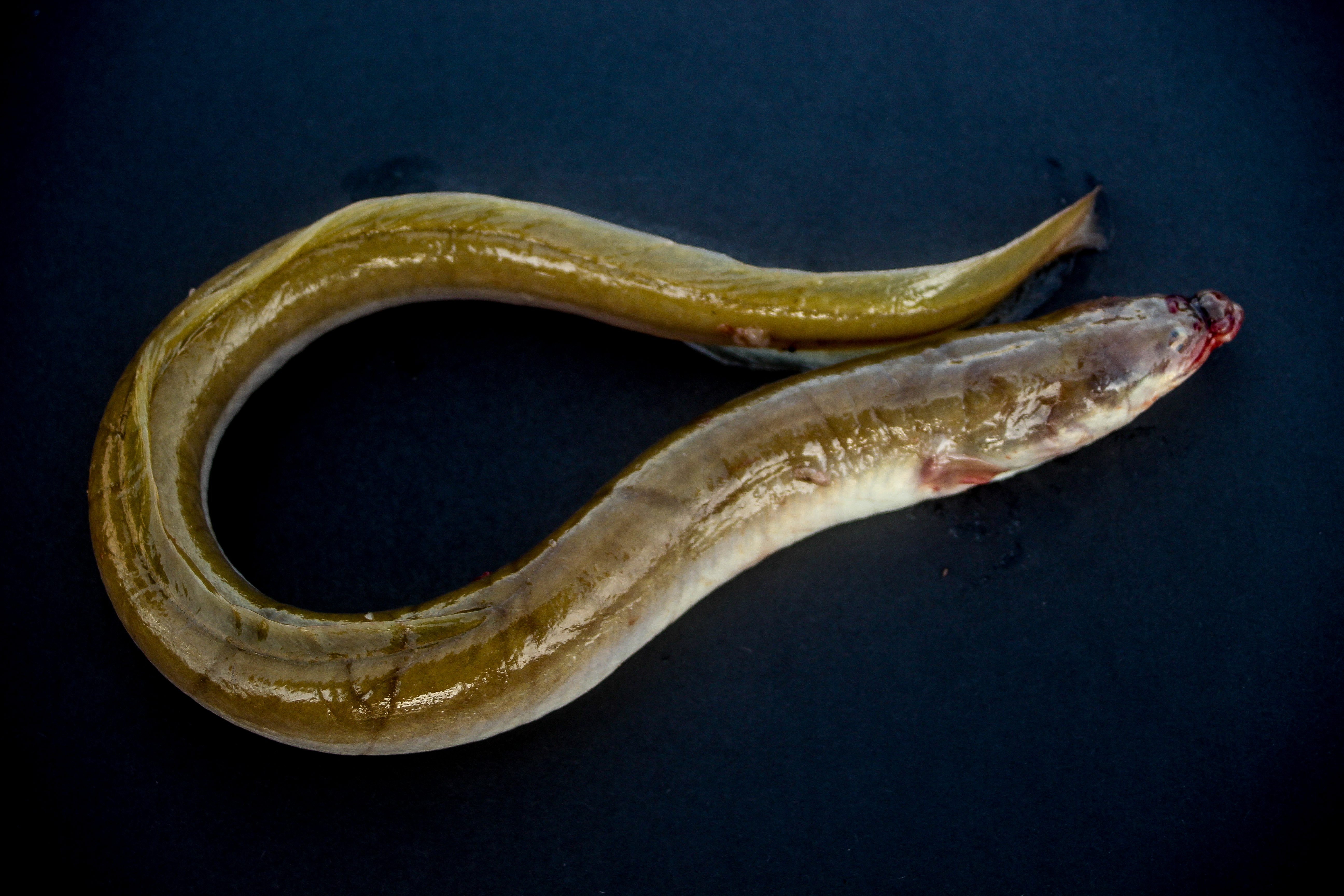
Europeisk ål.

Halmad ål är en skånsk specialitet som görs genom att flådd, färsk ål samtidigt grillas och röks på fuktig råghalm.
Halmad ål äts i samband med ålagille.